# 京都府の廃止市町村一覧
京都府の廃止市町村一覧（きょうとふのはいししちょうそんいちらん）は、京都府における市制・町村制施行（1889年4月1日）後に、市町村合併や他の自治体に統合されることなどにより廃止した市町村の一覧である。単なる名称の変更は対象としない。
- 町村が「町制」・「市制」を施行し町・市となるケース
  - 「市町村」以外の表記名を変更しなかった自治体は一覧に含まれない。（例：城陽町→城陽市）
  - 町制・市制を施行した際に名称を変更した場合も一覧に含まれない。（例：田辺町→京田辺市）
- 市町村が名称変更した場合は一覧に含まれない。
- 所属郡が変更になった場合は一覧に含まれない。
- 政令市の廃止区は一覧に含まれない。
- 市町村合併で廃止した市町村のケース
  - 編入合併した場合の、存続市町村は廃止に当たらないので一覧に含まれない。
  - 編入合併した場合の、廃止した市町村は一覧に含まれる。
  - 新設合併した場合の、廃止した市町村は一覧に含まれる。
  - 新設合併した場合の、名称が残った市町村も一覧に含まれる。（例：旧・加悦町→新・加悦町）
- 分割や分立をしたケース
  - 分割で廃止した市町村は一覧に含まれる。（例：大野村→口大野村・奥大野村に分割）
  - 分立で存続した市町村は一覧に含まれない。

| 年            | 市の数 | 町の数 | 村の数 | 市町村数 |
| ------------- | ------ | ------ | ------ | -------- |
| 1889年4月1日  | 1      | 14     | 256    | 280      |
| 1950年4月1日  | 3      | 26     | 165    | 194      |
| 1959年11月1日 | 7      | 35     | 2      | 44       |
| 1997年4月1日  | 12     | 31     | 1      | 44       |
| 2007年3月12日 | 15     | 10     | 1      | 26       |

## 1899年以前
- 中郡大野村 （1892年3月5日）中郡口大野村・中郡奥大野村に分割のため
- 船井郡富庄村 （1894年10月10日）船井郡富本村新設のため
- 船井郡本荘村 （1894年10月10日）船井郡富本村新設のため

## 1900年～1909年
- 葛野郡下嵯峨村 （1903年12月1日）葛野郡嵯峨村に編入のため
- 竹野郡（旧）網野町 （1904年4月1日）竹野郡網野町新設のため
- 竹野郡浅茂川村 （1904年4月1日）竹野郡網野町新設のため

## 1910年～1919年
- 天田郡曽我井村 （1918年4月1日）天田郡福知山町に編入のため
- 愛宕郡白川村 （1918年4月1日）京都市に編入のため
- 愛宕郡田中村 （1918年4月1日）京都市に編入のため
- 愛宕郡下鴨村 （1918年4月1日）京都市に編入のため
- 愛宕郡鞍馬口村 （1918年4月1日）京都市に編入のため
- 愛宕郡野口村 （1918年4月1日）京都市に編入のため
- 葛野郡衣笠村 （1918年4月1日）京都市に編入のため
- 葛野郡朱雀野村 （1918年4月1日）京都市に編入のため
- 葛野郡大内村 （1918年4月1日）京都市に編入のため
- 葛野郡七条村 （1918年4月1日）京都市に編入のため
- 紀伊郡柳原町 （1918年4月1日）京都市に編入のため
- 紀伊郡東九条村 （1918年4月1日）京都市・紀伊郡上鳥羽村に分割編入のため

## 1920年～1929年
- 与謝郡城東村 （1924年9月1日）与謝郡宮津町に編入のため
- 竹野郡徳光村 （1925年12月1日）竹野郡豊栄村新設のため
- 竹野郡八木村 （1925年12月1日）竹野郡豊栄村新設のため
- 加佐郡丸八江村 （1928年10月1日）加佐郡八雲村新設のため
- 加佐郡東雲村 （1928年10月1日）加佐郡八雲村新設のため
- 船井郡（旧）園部町 （1929年4月1日）船井郡園部町新設のため
- 船井郡園部村 （1929年4月1日）船井郡園部町新設のため
- 船井郡桐ノ庄村 （1929年4月1日）船井郡園部町新設のため

## 1930年～1939年
- 宇治郡山科町 （1931年4月1日）京都市に編入のため
- 愛宕郡上賀茂村 （1931年4月1日）京都市に編入のため
- 愛宕郡大宮村 （1931年4月1日）京都市に編入のため
- 愛宕郡鷹峯村 （1931年4月1日）京都市に編入のため
- 愛宕郡修学院村 （1931年4月1日）京都市に編入のため
- 愛宕郡松ヶ崎村 （1931年4月1日）京都市に編入のため
- 葛野郡嵯峨町 （1931年4月1日）京都市に編入のため
- 葛野郡花園村 （1931年4月1日）京都市に編入のため
- 葛野郡西院村 （1931年4月1日）京都市に編入のため
- 葛野郡太秦村 （1931年4月1日）京都市に編入のため
- 葛野郡梅ヶ畑村 （1931年4月1日）京都市に編入のため
- 葛野郡梅津村 （1931年4月1日）京都市に編入のため
- 葛野郡京極村 （1931年4月1日）京都市に編入のため
- 葛野郡松尾村 （1931年4月1日）京都市に編入のため
- 葛野郡桂村 （1931年4月1日）京都市に編入のため
- 葛野郡川岡村 （1931年4月1日）京都市に編入のため
- 伏見市 （1931年4月1日）京都市に編入のため
- 紀伊郡上鳥羽村 （1931年4月1日）京都市に編入のため
- 紀伊郡吉祥院村 （1931年4月1日）京都市に編入のため
- 紀伊郡深草町 （1931年4月1日）京都市に編入のため
- 紀伊郡下鳥羽村 （1931年4月1日）京都市に編入のため
- 紀伊郡横大路村 （1931年4月1日）京都市に編入のため
- 紀伊郡納所村 （1931年4月1日）京都市に編入のため
- 紀伊郡堀内村 （1931年4月1日）京都市に編入のため
- 紀伊郡向島村 （1931年4月1日）京都市に編入のため
- 紀伊郡竹田村 （1931年4月1日）京都市に編入のため
- 宇治郡醍醐村 （1931年4月1日）京都市に編入のため
- 相楽郡狛田村 （1931年10月1日）相楽郡川西村新設のため
- 相楽郡祝園村 （1931年10月1日）相楽郡川西村新設のため
- 相楽郡稲田村 （1931年10月1日）相楽郡川西村新設のため
- 竹野郡溝谷村 （1933年2月1日）竹野郡弥栄村新設のため
- 竹野郡吉野村 （1933年2月1日）竹野郡弥栄村新設のため
- 竹野郡鳥取村 （1933年2月1日）竹野郡弥栄村新設のため
- 竹野郡深田村 （1933年2月1日）竹野郡弥栄村新設のため
- 綴喜郡美豆村 （1935年4月1日）久世郡淀町に編入のため
- 乙訓郡淀村 （1936年2月11日）久世郡淀町に編入のため
- 加佐郡四所村 （1936年8月1日）加佐郡舞鶴町に編入のため
- 加佐郡高野村 （1936年8月1日）加佐郡舞鶴町に編入のため
- 加佐郡中筋村 （1936年8月1日）加佐郡舞鶴町に編入のため
- 加佐郡池内村 （1936年8月1日）加佐郡舞鶴町に編入のため
- 加佐郡余内村 （1936年8月1日）加佐郡舞鶴町に編入のため
- 天田郡雀部村 （1936年10月1日）天田郡福知山町に編入のため
- 天田郡庵我村 （1936年10月1日）天田郡福知山町に編入のため
- 天田郡下豊富村 （1936年10月1日）天田郡福知山町に編入のため
- 加佐郡新舞鶴町 （1938年8月1日）東舞鶴市新設のため
- 加佐郡中舞鶴町 （1938年8月1日）東舞鶴市新設のため
- 加佐郡倉梯村 （1938年8月1日）東舞鶴市新設のため
- 加佐郡与保呂村 （1938年8月1日）東舞鶴市新設のため
- 加佐郡志楽村 （1938年8月1日）東舞鶴市新設のため

## 1940年～1949年
- 宇治郡笠取村 （1942年4月1日）宇治郡東宇治町新設のため
- 宇治郡宇治村 （1942年4月1日）宇治郡東宇治町新設のため
- 加佐郡東大浦村 （1942年8月1日）東舞鶴市に編入のため
- 加佐郡西大浦村 （1942年8月1日）東舞鶴市に編入のため
- 加佐郡朝来村 （1942年8月1日）東舞鶴市に編入のため
- （旧）舞鶴市 （1943年5月27日）舞鶴市新設のため
- 東舞鶴市 （1943年5月27日）舞鶴市新設のため
- 葛野郡小野郷村 （1948年4月1日）京都市に編入のため
- 葛野郡中川村 （1948年4月1日）京都市に編入のため
- 天田郡西中筋村 （1949年4月1日）福知山市に編入のため
- 天田郡下川口村 （1949年4月1日）福知山市に編入のため
- 天田郡上豊富村 （1949年4月1日）福知山市に編入のため
- 愛宕郡雲ケ畑村 （1949年4月1日）京都市に編入のため
- 愛宕郡岩倉村 （1949年4月1日）京都市に編入のため
- 愛宕郡八瀬村 （1949年4月1日）京都市に編入のため
- 愛宕郡大原村 （1949年4月1日）京都市に編入のため
- 愛宕郡静市野村 （1949年4月1日）京都市に編入のため
- 愛宕郡鞍馬村 （1949年4月1日）京都市に編入のため
- 愛宕郡花脊村 （1949年4月1日）京都市に編入のため
- 愛宕郡久多村 （1949年4月1日）京都市に編入のため
- 何鹿郡小畑村 （1949年7月1日）何鹿郡以久田村（即日改称・豊里村）に編入のため
- 乙訓郡乙訓村 （1949年10月1日）乙訓郡長岡町新設のため
- 乙訓郡新神足村 （1949年10月1日）乙訓郡長岡町新設のため
- 乙訓郡海印寺村 （1949年10月1日）乙訓郡長岡町新設のため

## 1950年～1959年
- 竹野郡（旧）網野町 （1950年4月1日）竹野郡網野町新設のため
- 竹野郡島津村 （1950年4月1日）竹野郡網野町新設のため
- 竹野郡郷村 （1950年4月1日）竹野郡網野町新設のため
- 竹野郡木津村 （1950年4月1日）竹野郡網野町新設のため
- 竹野郡浜詰村 （1950年4月1日）竹野郡網野町新設のため
- 何鹿郡綾部町 （1950年8月1日）綾部市新設のため
- 何鹿郡中筋村 （1950年8月1日）綾部市新設のため
- 何鹿郡吉美村 （1950年8月1日）綾部市新設のため
- 何鹿郡山家村 （1950年8月1日）綾部市新設のため
- 何鹿郡西八田村 （1950年8月1日）綾部市新設のため
- 何鹿郡東八田村 （1950年8月1日）綾部市新設のため
- 何鹿郡口上林村 （1950年8月1日）綾部市新設のため
- 乙訓郡久我村 （1950年12月1日）京都市に編入のため
- 乙訓郡羽束師村 （1950年12月1日）京都市に編入のため
- 乙訓郡大枝村 （1950年12月1日）京都市に編入のため
- 熊野郡上佐濃村 （1951年1月1日）熊野郡佐濃村新設のため
- 熊野郡下佐濃村 （1951年1月1日）熊野郡佐濃村新設のため
- 宇治郡東宇治町 （1951年3月1日）宇治市新設のため
- 久世郡宇治町 （1951年3月1日）宇治市新設のため
- 久世郡槇島村 （1951年3月1日）宇治市新設のため
- 久世郡小倉村 （1951年3月1日）宇治市新設のため
- 久世郡大久保村 （1951年3月1日）宇治市新設のため
- 加佐郡河守上村 （1951年4月1日）加佐郡河守町（即日改称、大江町）に編入のため
- 加佐郡河西村 （1951年4月1日）加佐郡河守町（即日改称、大江町）に編入のため
- 加佐郡河東村 （1951年4月1日）加佐郡河守町（即日改称、大江町）に編入のため
- 加佐郡有路上村 （1951年4月1日）加佐郡河守町（即日改称、大江町）に編入のため
- 加佐郡有路下村 （1951年4月1日）加佐郡河守町（即日改称、大江町）に編入のため
- 熊野郡久美谷村 （1951年4月1日）熊野郡久美浜町に編入のため
- 中郡河辺村 （1951年4月1日）中郡大宮町新設のため
- 中郡周枳村 （1951年4月1日）中郡大宮町新設のため
- 中郡三重村 （1951年4月1日）中郡大宮町新設のため
- 中郡常吉村 （1951年4月1日）中郡大宮町新設のため
- 中郡口大野村 （1951年4月1日）中郡大宮町新設のため
- 中郡奥大野村 （1951年4月1日）中郡大宮町新設のため
- 久世郡久津川村 （1951年4月1日）久世郡城陽町新設のため
- 久世郡富野荘村 （1951年4月1日）久世郡城陽町新設のため
- 久世郡寺田村 （1951年4月1日）久世郡城陽町新設のため
- 綴喜郡青谷村 （1951年4月1日）久世郡城陽町新設のため
- 相楽郡相楽村 （1951年4月1日）相楽郡木津町に編入のため
- 相楽郡当尾村 （1951年4月1日）相楽郡加茂町に編入のため
- 相楽郡瓶原村 （1951年4月1日）相楽郡加茂町に編入のため
- 相楽郡川西村 （1951年4月1日）相楽郡精華村新設のため
- 相楽郡山田荘村 （1951年4月1日）相楽郡精華村新設のため
- 綴喜郡普賢寺村 （1951年4月1日）綴喜郡田辺町に編入のため
- 綴喜郡三山木村 （1951年4月1日）綴喜郡田辺町に編入のため
- 綴喜郡草内村 （1951年4月1日）綴喜郡田辺町に編入のため
- 綴喜郡大住村 （1951年4月1日）綴喜郡田辺町に編入のため
- 船井郡川辺村 （1951年4月1日）船井郡園部町に編入のため
- 船井郡吉富村 （1951年4月1日）船井郡八木町に編入のため
- 船井郡富本村 （1951年4月1日）船井郡八木町に編入のため
- 船井郡新庄村 （1951年4月1日）船井郡八木町に編入のため
- 船井郡竹野村 （1951年4月1日）船井郡須知町に編入のため
- 船井郡檜山村 （1951年4月1日）船井郡瑞穂村新設のため
- 船井郡梅田村 （1951年4月1日）船井郡瑞穂村新設のため
- 船井郡三ノ宮村 （1951年4月1日）船井郡瑞穂村新設のため
- 船井郡質美村 （1951年4月1日）船井郡瑞穂村新設のため
- 与謝郡上宮津村 （1951年4月1日）与謝郡宮津町に編入のため
- 綴喜郡都々城村 （1954年4月1日）綴喜郡八幡町に編入のため
- 綴喜郡有智郷村 （1954年4月1日）綴喜郡八幡町に編入のため
- 与謝郡宮津町 （1954年6月1日）宮津市新設のため
- 与謝郡栗田村 （1954年6月1日）宮津市新設のため
- 与謝郡吉津村 （1954年6月1日）宮津市新設のため
- 与謝郡府中村 （1954年6月1日）宮津市新設のため
- 与謝郡日置村 （1954年6月1日）宮津市新設のため
- 与謝郡世屋村 （1954年6月1日）宮津市新設のため
- 与謝郡養老村 （1954年6月1日）宮津市新設のため
- 与謝郡日ケ谷村 （1954年6月1日）宮津市新設のため
- 久世郡佐山村 （1954年10月1日）久世郡久御山町新設のため
- 久世郡御牧村 （1954年10月1日）久世郡久御山町新設のため
- 与謝郡伊根村 （1954年11月3日）与謝郡伊根町新設のため
- 与謝郡本庄村（1954年11月3日）与謝郡伊根町新設のため
- 与謝郡筒川村 （1954年11月3日）与謝郡伊根町新設のため
- 与謝郡朝妻村 （1954年11月3日）与謝郡伊根町新設のため
- 与謝郡（旧）加悦町 （1954年12月1日）与謝郡加悦町新設のため
- 与謝郡桑飼村 （1954年12月1日）与謝郡加悦町新設のため
- 与謝郡与謝村 （1954年12月1日）与謝郡加悦町新設のため
- 相楽郡西和束村 （1954年12月15日）相楽郡和束町新設のため
- 相楽郡中和束村 （1954年12月15日）相楽郡和束町新設のため
- 相楽郡東和束村 （1954年12月15日）相楽郡和束町新設のため
- 熊野郡（旧）久美浜町 （1955年1月1日）熊野郡久美浜町新設のため
- 熊野郡湊村 （1955年1月1日）熊野郡久美浜町新設のため
- 熊野郡神野村 （1955年1月1日）熊野郡久美浜町新設のため
- 熊野郡海部村 （1955年1月1日）熊野郡久美浜町新設のため
- 熊野郡川上村 （1955年1月1日）熊野郡久美浜町新設のため
- 熊野郡田村 （1955年1月1日）熊野郡久美浜町新設のため
- 中郡（旧）峰山町 （1955年1月1日）中郡峰山町新設のため
- 中郡五箇村 （1955年1月1日）中郡峰山町新設のため
- 中郡新山村 （1955年1月1日）中郡峰山町新設のため
- 中郡丹波村 （1955年1月1日）中郡峰山町新設のため
- 中郡吉原村 （1955年1月1日）中郡峰山町新設のため
- 南桑田郡亀岡町 （1955年1月1日）亀岡市新設のため
- 南桑田郡東別院村 （1955年1月1日）亀岡市新設のため
- 南桑田郡西別院村 （1955年1月1日）亀岡市新設のため
- 南桑田郡曽我部村 （1955年1月1日）亀岡市新設のため
- 南桑田郡吉川村 （1955年1月1日）亀岡市新設のため
- 南桑田郡薭田野村 （1955年1月1日）亀岡市新設のため
- 南桑田郡本梅村 （1955年1月1日）亀岡市新設のため
- 南桑田郡畑野村 （1955年1月1日）亀岡市新設のため
- 南桑田郡宮前村 （1955年1月1日）亀岡市新設のため
- 南桑田郡大井村 （1955年1月1日）亀岡市新設のため
- 南桑田郡千代川村 （1955年1月1日）亀岡市新設のため
- 南桑田郡馬路村 （1955年1月1日）亀岡市新設のため
- 南桑田郡旭村 （1955年1月1日）亀岡市新設のため
- 南桑田郡千歳村 （1955年1月1日）亀岡市新設のため
- 南桑田郡河原林村 （1955年1月1日）亀岡市新設のため
- 南桑田郡保津村 （1955年1月1日）亀岡市新設のため
- 竹野郡間人町 （1955年2月1日）竹野郡丹後町新設のため
- 竹野郡豊栄村 （1955年2月1日）竹野郡丹後町新設のため
- 竹野郡竹野村 （1955年2月1日）竹野郡丹後町新設のため
- 竹野郡上宇川村 （1955年2月1日）竹野郡丹後町新設のため
- 竹野郡下宇川村 （1955年2月1日）竹野郡丹後町新設のため
- 天田郡菟原村 （1955年3月1日）天田郡三和村新設のため
- 天田郡細見村 （1955年3月1日）天田郡三和村新設のため
- 天田郡川合村 （1955年3月1日）天田郡三和村新設のため
- 北桑田郡周山町 （1955年3月1日）北桑田郡京北町新設のため
- 北桑田郡細野村 （1955年3月1日）北桑田郡京北町新設のため
- 北桑田郡宇津村 （1955年3月1日）北桑田郡京北町新設のため
- 北桑田郡黒田村 （1955年3月1日）北桑田郡京北町新設のため
- 北桑田郡山国村 （1955年3月1日）北桑田郡京北町新設のため
- 北桑田郡弓削村 （1955年3月1日）北桑田郡京北町新設のため
- 竹野郡弥栄村 （1955年3月1日）竹野郡弥栄町新設のため
- 竹野郡野間村 （1955年3月1日）竹野郡弥栄町新設のため
- 与謝郡三河内村 （1955年3月1日）与謝郡野田川町新設のため
- 与謝郡岩屋村 （1955年3月1日）与謝郡野田川町新設のため
- 与謝郡市場村 （1955年3月1日）与謝郡野田川町新設のため
- 与謝郡山田村 （1955年3月1日）与謝郡野田川町新設のため
- 与謝郡石川村 （1955年3月1日）与謝郡野田川町新設のため
- 天田郡上六人部村 （1955年4月1日）福知山市に編入のため
- 天田郡中六人部村 （1955年4月1日）福知山市に編入のため
- 天田郡下六人部村 （1955年4月1日）福知山市に編入のため
- 天田郡上川口村 （1955年4月1日）福知山市に編入のため
- 天田郡三岳村 （1955年4月1日）福知山市に編入のため
- 天田郡金谷村 （1955年4月1日）福知山市に編入のため
- 天田郡金山村 （1955年4月1日）福知山市に編入のため
- 天田郡雲原村 （1955年4月1日）福知山市に編入のため
- 北桑田郡平屋村 （1955年4月1日）北桑田郡美山町新設のため
- 北桑田郡知井村 （1955年4月1日）北桑田郡美山町新設のため
- 北桑田郡宮島村 （1955年4月1日）北桑田郡美山町新設のため
- 北桑田郡鶴ヶ岡村 （1955年4月1日）北桑田郡美山町新設のため
- 北桑田郡大野村 （1955年4月1日）北桑田郡美山町新設のため
- 北桑田郡神吉村 （1955年4月1日）船井郡八木町に編入のため
- 相楽郡大河原村 （1955年4月1日）相楽郡南山城村新設のため
- 相楽郡高山村 （1955年4月1日）相楽郡南山城村新設のため
- 船井郡須知町 （1955年4月1日）船井郡丹波町新設のため
- 船井郡高原村 （1955年4月1日）船井郡丹波町新設のため
- 船井郡世木村 （1955年4月1日）船井郡日吉町新設のため
- 船井郡五ヶ荘村 （1955年4月1日）船井郡日吉町新設のため
- 船井郡胡麻郷村 （1955年4月1日）船井郡日吉町新設のため
- 船井郡上和知村 （1955年4月1日）船井郡和知町新設のため
- 船井郡下和知村 （1955年4月1日）船井郡和知町新設のため
- 何鹿郡豊里村 （1955年4月10日）綾部市に編入のため
- 何鹿郡物部村 （1955年4月10日）綾部市に編入のため
- 何鹿郡志賀郷村 （1955年4月10日）綾部市に編入のため
- 何鹿郡中上林村 （1955年4月10日）綾部市に編入のため
- 何鹿郡奥上林村 （1955年4月10日）綾部市に編入のため
- 加佐郡岡田上村 （1955年4月20日）加佐郡加佐町新設のため
- 加佐郡岡田中村 （1955年4月20日）加佐郡加佐町新設のため
- 加佐郡岡田下村 （1955年4月20日）加佐郡加佐町新設のため
- 加佐郡八雲村 （1955年4月20日）加佐郡加佐町新設のため
- 加佐郡神崎村 （1955年4月20日）加佐郡加佐町新設のため
- 船井郡（旧）園部町 （1955年4月20日）船井郡園部町新設のため
- 船井郡摩気村 （1955年4月20日）船井郡園部町新設のため
- 船井郡西本梅村 （1955年4月20日）船井郡園部町新設のため
- 中郡五十河村 （1956年7月1日）大宮町に編入のため
- 相楽郡上狛町 （1956年8月1日）相楽郡山城町新設のため
- 相楽郡高麗村 （1956年8月1日）相楽郡山城町新設のため
- 相楽郡棚倉村 （1956年8月1日）相楽郡山城町新設のため
- 加佐郡由良村 （1956年9月20日）宮津市に編入のため
- 天田郡中夜久野村 （1956年9月30日）天田郡夜久野町新設のため
- 天田郡下夜久野村 （1956年9月30日）天田郡夜久野町新設のため
- 何鹿郡佐賀村 （1956年9月30日）綾部市・福知山市に分割編入のため
- 中郡長善村 （1956年9月30日）中郡大宮町・中郡峰山町に分割編入のため
- 綴喜郡宇治田原村 （1956年9月30日）綴喜郡宇治田原町新設のため
- 綴喜郡田原村 （1956年9月30日）綴喜郡宇治田原町新設のため
- 船井郡東本梅村 （1956年9月30日）亀岡市に編入のため
- 久世郡淀町 （1957年4月1日）京都市に編入のため
- 加佐郡加佐町 （1957年5月27日）舞鶴市に編入のため
- 南桑田郡樫田村 （1958年4月1日）大阪府高槻市に編入のため
- 綴喜郡（旧）井手町 （1958年4月1日）綴喜郡井手町新設のため
- 綴喜郡多賀村 （1958年4月1日）綴喜郡井手町新設のため
- 熊野郡佐濃村 （1958年5月3日）熊野郡久美浜町に編入のため
- 天田郡（旧）夜久野町 （1959年1月1日）天田郡夜久野町新設のため
- 天田郡上夜久野村 （1959年1月1日）天田郡夜久野町新設のため
- 南桑田郡篠村 （1959年9月30日）亀岡市に編入のため
- 相楽郡湯船村 （1956年9月30日）相楽郡和束町に編入のため
- 乙訓郡大原野村 （1959年11月1日）京都市に編入のため
- 乙訓郡久世村 （1959年11月1日）京都市に編入のため

## 1960年～1999年
この40年間に府内に廃止市町村なし

## 2000年～
- 熊野郡久美浜町 （2004年4月1日）京丹後市新設のため
- 中郡峰山町 （2004年4月1日）京丹後市新設のため
- 中郡大宮町 （2004年4月1日）京丹後市新設のため
- 竹野郡網野町 （2004年4月1日）京丹後市新設のため
- 竹野郡丹後町 （2004年4月1日）京丹後市新設のため
- 竹野郡弥栄町 （2004年4月1日）京丹後市新設のため
- 北桑田郡京北町 （2005年4月1日）京都市に編入のため
- 船井郡丹波町 （2005年10月11日）船井郡京丹波町新設のため
- 船井郡和知町 （2005年10月11日）船井郡京丹波町新設のため
- 船井郡瑞穂町 （2005年10月11日）船井郡京丹波町新設のため
- 天田郡三和町 （2006年1月1日）福知山市に編入のため
- 天田郡夜久野町 （2006年1月1日）福知山市に編入のため
- 加佐郡大江町 （2006年1月1日）福知山市に編入のため
- 北桑田郡美山町 （2006年1月1日）南丹市新設のため
- 船井郡園部町 （2006年1月1日）南丹市新設のため
- 船井郡八木町 （2006年1月1日）南丹市新設のため
- 船井郡日吉町 （2006年1月1日）南丹市新設のため
- 与謝郡加悦町 （2006年3月1日）与謝郡与謝野町新設のため
- 与謝郡岩滝町 （2006年3月1日）与謝郡与謝野町新設のため
- 与謝郡野田川町 （2006年3月1日）与謝郡与謝野町新設のため
- 相楽郡山城町 （2007年3月12日）木津川市新設のため
- 相楽郡木津町 （2007年3月12日）木津川市新設のため
- 相楽郡加茂町 （2007年3月12日）木津川市新設のため